# Androlaelaps fahrenholzi
Androlaelaps fahrenholzi är en spindeldjursart som först beskrevs av Berlese 1911.  Androlaelaps fahrenholzi ingår i släktet Androlaelaps och familjen Laelapidae. Inga underarter finns listade i Catalogue of Life.